# La fidanzata dello zar
La fidanzata dello zar è un'opera di Nikolaj Andreevič Rimskij-Korsakov in quattro atti. Il libretto è stato scritto da Il'ja Tjumenev, ed ha per soggetto l'omonimo dramma di Lev Mej.

## Storia della composizione
L'idea di ricavare un'opera dal dramma La fidanzata dello zar di Lev Mej era stata accarezzata per molti anni prima da Aleksandr Borodin, e successivamente da Nikolaj Rimskij-Korsakov, che infine iniziò a comporla nel 1898, avendo chiesto ad un suo ex studente, Il'ja Tjumenev, di occuparsi del libretto. Il lavoro procedette piuttosto velocemente, tanto da essere ultimato il 24 novembre 1898. La prima rappresentazione dell'opera ebbe luogo al teatro Solodovnikov di Mosca il 22 ottobre 1899, con le scenografie di Michail Vrubel', e fu un successo.
Il titolo è talvolta tradotto e presentato in italiano come La sposa dello Zar.

## Trama
L'azione ha luogo nel villaggio di Aleksandrovskaja Sloboda, residenza dello zar, nell'autunno del 1572.

### Atto I
Il boiardo Grigorij Grjaznoj è in preda a tristi pensieri: è ardentemente innamorato di Marfa, ma lei è promessa a Ivan Lykov. Per dimenticare le sue pene, Grjaznoj allestisce un banchetto. Arrivano i convitati, tra i quali Ivan Lykov, da poco tornato da un viaggio in Europa, il medico dello zar Elisej Bomelij e Maljuta Skuratov. Grigorij presenta la sua amante Ljubaša. Quando gli ospiti se ne vanno, Grigorij trattiene Bomelij per chiedergli se gli possa preparare un filtro per far innamorare una ragazza. Il medico acconsente, ma la conversazione viene sentita da Ljubaša.

### Atto II
Marfa e Dunjaša, dopo essere uscite da una chiesa, aspettano Lykov. Le ragazze attirano l'attenzione di un cavaliere di passaggio, che le due non riconoscono essere lo zar Ivan il Terribile. Arrivano Sobakin e Lykov e tutti si dirigono a casa dei Sobakin. La sera Ljubaša va da Bomelij a chiedergli una pozione di veleno. In cambio Bomelij le chiede il suo amore e la ragazza, trovandosi senza via d'uscita, acconsente.

### Atto III
A casa dei Sobakin Lykov e Grjaznoj sono in attesa: lo zar ha riunito 2000 ragazze per scegliersi la futura moglie, e ne sono rimaste solo 12, tra le quali Marfa e Dunjaša. Si teme che lo zar possa scegliere Marfa, e che quindi le sue nozze con Lykov non possano aver luogo. Grjaznoj è invitato a fare da testimone alle nozze. Arriva a casa Domna Saburova e racconta che Ivan il Terribile ha messo gli occhi su Dunjaša, che molto probabilmente sarà la prescelta. Grjaznoj propone un brindisi in suo onore, e versa a tutti del miele, ma nel boccale destinato a Marfa aggiunge il filtro. Entrano Dunjaša e Marfa che beve il filtro. Saburova e Dunjaša cantano una canzone in onore di Lykov e della sua fidanzata. Inaspettatamente arrivano in casa dei boiardi a capo dei quali c'è Maljuta Skuratov, con la notizia che lo zar ha scelto di prendere in moglie proprio Marfa.

### Atto IV
Prima delle nozze Marfa dimora nel palazzo dello zar, ma un male oscuro la divora. Appare Grjaznoj e riferisce che Lykov ha confessato sotto tortura che voleva avvelenarla: pertanto è stato giustiziato per ordine dello zar. Marfa fuori di sé scambia Grjaznoj per Lykov. Grjaznoj capisce che, desiderando ammaliare Marfa, l'ha invece avvelenata. Non sopportando più la situazione, confessa tutto: è stato lui a calunniare Lykov e a somministrare a Marfa il filtro amoroso, che si è però rivelato essere un veleno. Chiede ai boiardi di catturarlo, ma prima vuole regolare i conti con Bomelij. Arriva Ljubaša e afferma che la pozione non è stata scambiata da Bomelij, ma da lei stessa, dopo aver ascoltato la conversazione tra Grjaznoj e Bomelij. Marfa ormai sta morendo a causa del veleno. In preda all'ira Grjaznoj sgozza Ljubaša e dice addio a Marfa, che nel delirio lo scambia ancora una volta per Lykov.

## Organico orchestrale
Tre flauti (il terzo anche ottavino), due oboi (il secondo anche corno inglese), due clarinetti, due fagotti, quattro corni, due trombe, tre tromboni, basso tuba, timpani, arpa, archi.